# Bacino parigino
Il bacino parigino (in francese: bassin parisien) è il cuore francese, in senso stretto il bacino idrografico della Senna, intorno alla città di Parigi, e in ambito geologico una vasta pianura di origine sedimentaria, con caratteristiche piuttosto uniformi, formata dai depositi alluvionali dei fiumi tra cui la Senna. Comprende la parte centro-settentrionale della Francia e deborda oltre i confini con il Belgio, il Lussemburgo e la Germania sud-occidentale; si estende dal Massiccio armoricano ai Vosgi e dalle Ardenne al Massiccio centrale.
Costituisce una delle principali regioni economiche europee e una delle maggiori zone francesi ed europee per la presenza di investimenti stranieri. Nella regione si trovano il principale centro di affari europeo (La Défense), uno dei principali complessi aeroportuali, due porti marittimi di importanza continentale (Le Havre e Rouen).
Malgrado la presenza dei percorsi rappresentati dalle vallate della Senna e della Loira è esterno alle maggiori vie commerciali e con una densità di popolazione inferiore a quelle delle zone confinanti della Renania, dei Paesi Bassi, del Belgio e dell'Inghilterra sud-orientale.

## Geografia
Si tratta della più estesa regione naturale francese. Ha la forma di una conca aperta verso il canale della Manica e verso l'oceano Atlantico e comprende il bacino idrografico della Senna, parte di quello della Loira e il corso di numerosi fiumi che si gettano direttamente nel mare della Piccardia e della Normandia, tra cui la Somme.

### Geografia fisica

#### Orografia

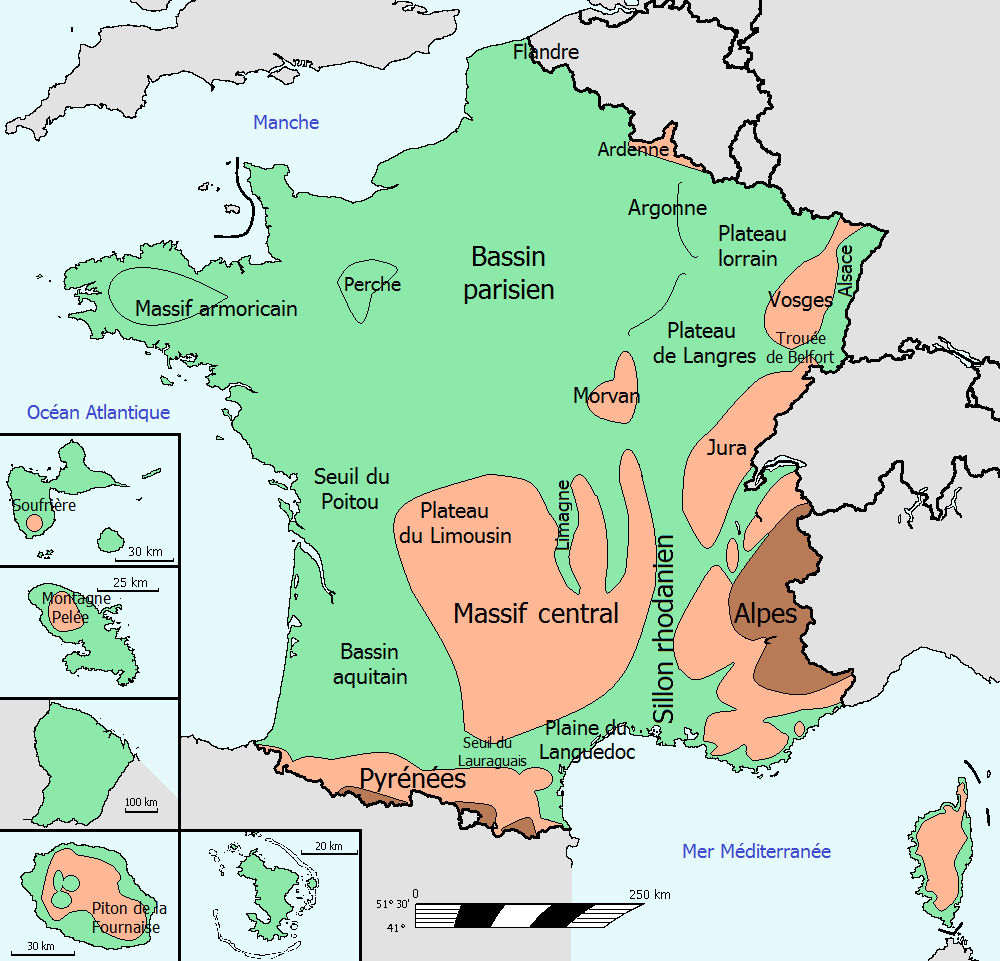
Mappa dei rilievi francesi: il bacino parigino è in alto a destra

Il paesaggio è costituito da pianure e altopiani di modesta elevazione. Nella zona orientale e sud-orientale (Borgogna e Champagne) l'erosione dei diversi strati geologici ha formato dorsali collinari con pendenze dolci verso l'interno del bacino e più aspre verso l'esterno (Côte-d'Or, Côte des Bar).
Gli altopiani (Barrois, Borgogna, Pays de Caux, Piccardia, Soissonnais) sono dovuti alla presenza di formazioni calcaree o gessose che hanno resisto all'erosione, con superfici quasi orizzontali o appena ondulate, dove i fiumi tracciano vallate profonde.
Le pianure Boischot, Champagne umida, Sologne, sono costituite da terreni morbidi, facilmente asportabili, o da rocce dure e resistenti (Champagne secca e Valois). Le vallate dei fiumi occupano una superficie consistente, e in particolare quelle della Senna e della Loira, che hanno formato proprie pianure alluvionali.
La presenza di numerosi poggi nel centro del bacino (Montmorency, l'Isle-Adam, monte Valerien) testimoniano la presenza di calcare al di sopra di argilla e sabbia. Nella parte orientale le dorsali collinari precedute da poggi di risulta indicano la presenza di strati calcarei sovrapposti a strati di roccia più tenera.

#### Idrografia

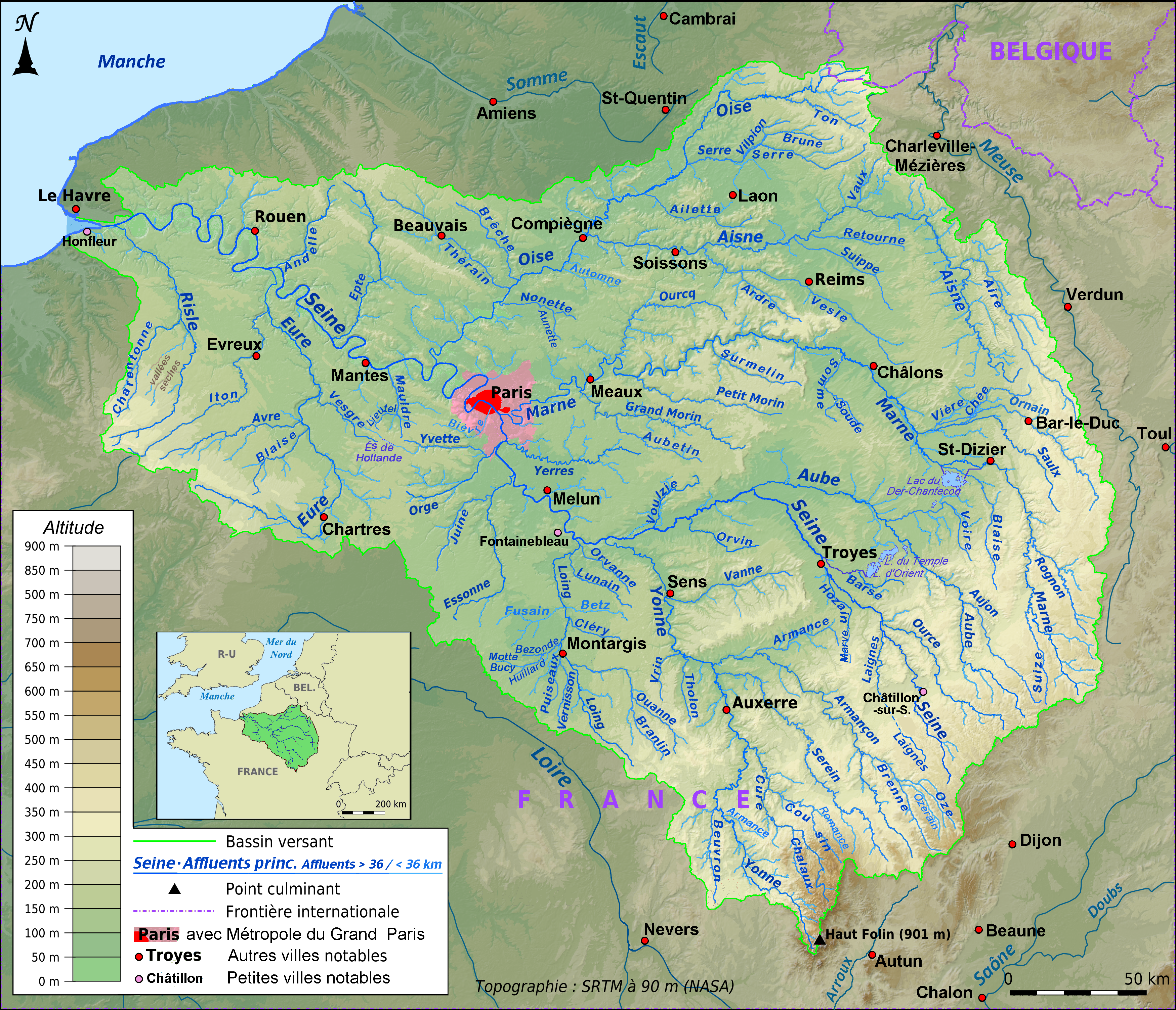
Il bacino idrografico della Senna e la Métropole du Grand Paris al centro

Una gran parte della rete idrografica converge verso il centro del bacino (regione di Parigi), dove è stato a lungo attivo il fenomeno della subsidenza. Altri corsi d'acqua, tuttavia, si dirigono verso il sud-ovest atlantico, con la Loira che effettua un brusco cambiamento di direzione in prossimità di Orléans. La precoce stabilizzazione della parte orientale ha spinto i fiumi (Mosa e Mosella, limitati dalle dorsali collinari), verso il mare del Nord.
La bassa altitudine media e le ampie superfici pianeggianti hanno favorito la circolazione sui corsi d'acqua in leggera pendenza o su strade tracciate senza dover superare difficoltà orografiche. Le comunicazioni sono state facilitate dall'apertura del bacino verso l'esterno, attraverso regioni di media altitudine. È separato a nord-est dalla pianura fiamminga per mezzo delle colline dell'Artois e confina ad est con i Vosgi, ad ovest con il Massiccio armoricano e a sud con il Massiccio Centrale; questi ultimi due sono separati tra loro a sud-ovest dai rilievi meno elevati del Poitou (seuil du Poitou, o "soglia del Poitou"), i quali fanno da spartiacque e da collegamento rispetto al bacino aquitano. I rilievi della Borgogna (seuil de Bourgogne o "soglia della Borgogna") lo mettono in comunicazione con la vallata della Saona.

#### Clima
Regione di transizione fra il clima atlantico e quello semi-continentale, il bacino parigino ha temperature piuttosto rigide e precipitazioni scarse ma discretamente regolari. Procedendo da ovest a est decresce l'intensità dell'influenza del mare, che mitiga la crudezza degli inverni ed i calori estivi, propri del clima continentale.
Ne deriva un clima tipico senza eccessive minime o massime, detto comunemente clima parigino, che fa registrare nella capitale le medie di 2,5 °C nel mese più freddo (gennaio) e di 18,5 °C in quello più caldo (luglio). Le precipitazioni sono di circa 520 mm annui.
Regolarmente distribuite, sia pur con una tendenza a massime autunnali e più abbondanti che a Parigi (Rouen registra oltre 700 mm annui), sono le piogge nella Normandia orientale ad eccezione della fascia costiera a clima marittimo. Nella Champagne l'escursione termica annua è uguale a quella di Parigi (16 °C), ma le precipitazioni raggiungono a Reims i 640 mm all'anno.
Nella media valle della Loira le influenze atlantiche si affievoliscono da ovest a est e già nel Nivernese il clima presenta aspetti di continentalità simili a quelli del Massiccio Centrale.

### Urbanizzazione

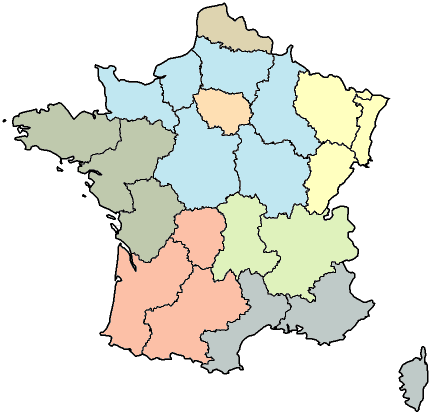
Mappa delle ZEAT francesi: il bacino parigino è in celeste; la delimitazione delle regioni è quella antecedente al 2016

Dal punto di vista amministrativo comprende le regioni dell'Île-de-France, della Piccardia, della Champagne-Ardenne, del Centro, della Alta e Bassa Normandia e i dipartimenti della Yonne (regione della Borgogna) e della Sarthe (regione dei Paesi della Loira).
| Corone                        | Regioni (prima del 2016)                                                                 | Dipartimenti |
| ----------------------------- | ---------------------------------------------------------------------------------------- | --- |
| Parigi                        | Île-de-France                                                                            | Parigi |
| Piccola corona                | Île-de-France                                                                            | Val-de-Marne, Seine-Saint-Denis, Hauts-de-Seine                                                                         |
| Grande corona                 | Île-de-France                                                                            | Seine-et-Marne, Val-d'Oise, Essonne, Yvelines                                                                           |
| Terza corona                  | Alta Normandia, Borgogna, Champagne-Ardenne, Centro, Piccardia                           | Eure; Yonne; Aube, Marne; Eure-et-Loir, Loiret; Aisne, Oise                                                             |
| Periferia del bacino parigino | Alta Normandia, Bassa Normandia, Champagne-Ardenne, Centro, Paesi della Loira, Piccardia | Seine-Maritime; Calvados, Manche, Orne; Ardennes, Haute-Marne; Cher, Indre, Indre-et-Loire, Loir-et-Cher; Sarthe; Somme |

Le maggiori città (comuni oltre i 100 000 abitanti) oltre a Parigi, in ordine decrescente sono Reims (184.076), Le Havre, Le Mans, Tours, Amiens, Boulogne-Billancourt, Orléans, Saint-Denis, Argenteuil, Rouen, Caen e Montreuil.
Poi vi sono molte città intermedie (in ordine decrescente) come Nanterre, Vitry-sur-Seine, Créteil, Asnières-sur-Seine, Versailles, Colombes, Aubervilliers, Aulnay-sous-Bois, Courbevoie, Cherbourg-en-Cotentin, Rueil-Malmaison, Champigny-sur-Marne, Saint-Maur-des-Fossés, Drancy, Issy-les-Moulineaux, Noisy-le-Grand, Bourges, Levallois-Perret, Cergy, Antony, Troyes, Neuilly-sur-Seine, Clichy, Ivry-sur-Seine, Sarcelles, Villejuif, San Quintino, Le Blanc-Mesnil, Pantin, Maisons-Alfort, Beauvais, Épinay-sur-Seine, Évry, Chelles, Meaux, Fontenay-sous-Bois, Bondy, Clamart, Sartrouville, Bobigny, Sevran, Corbeil-Essonnes.
Il territorio è dominato dall'agglomerazione e dall'area metropolitana di Parigi, seguono le agglomerazioni e le aree metropolitane di Rouen (467.133 / 663.743), Tours, Orléans, Le Havre, Reims, Le Mans, Caen, Amiens, Troyes, Creil, Chartres, Bourges, Blois, Beauvais, Cherbourg-en-Cotentin, Creil, San Quintino, Évreux, Charleville-Mézières.
La DATAR, nel 1992, aveva definito il Bacino parigino come un territorio comprendente 28 dipartimenti su 8 regioni: Alta Normandia, Bassa Normandia, Borgogna (solo la Yonne), Centro, Champagne-Ardenne, Île-de-France, Piccardia e Paesi della Loira (solo la Sarthe). Nelle prime versioni delle delimitazioni della DATAR, le regioni Champagne-Ardenne e Bassa Normandia non facevano parte del bacino parigino che parzialmente, prima di essere totalmente integrate.
Questo territorio definito dalla DATAR corrisponde alla ZEAT 1 Région parisienne e alla ZEAT 2 Bassin parisien, più il dipartimento della Sarthe e senza i dipartimenti di Côte-d'Or, Nièvre e Saona e Loira.

### Sfruttamento del suolo
Il territorio pianeggiante favorisce l'agricoltura (coltura intensiva di cereali, barbabietole e colza nella Beauce e nell'Île-de-France). Nella zona occidentale (Bassa Normandia) i suoli più argillosi favoriscono l'allevamento e l'Alta Normandia costituisce una zona di transizione tra cerealicoltura e allevamento. Nella valle della Loira si pratica la viticultura e l'orticultura. Nella parte meridionale la regione della Sologne ha terreni paludosi che hanno favorito lo sviluppo di foreste, sfruttate per il legname e per la caccia. Nella zona orientale (Champagne) il suolo calcareo e permeabile, associato alla presenza di rilievi ha favoritola produzione del vino champagne, mentre le parti in piano (Champagne pouilleuse) sono sfruttate per la cerealicoltura su ampie estensioni e fortemente meccanizzata.

## Geologia

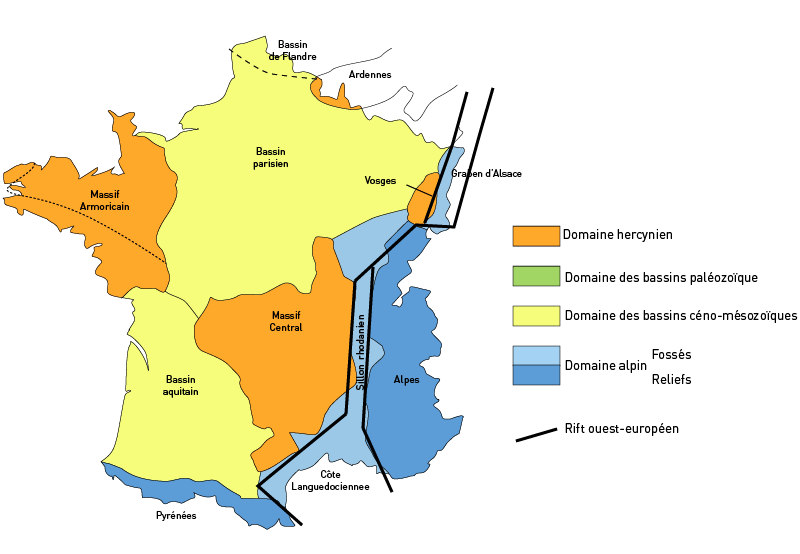
Domini geologici francesi: il bacino parigino è in alto a destra

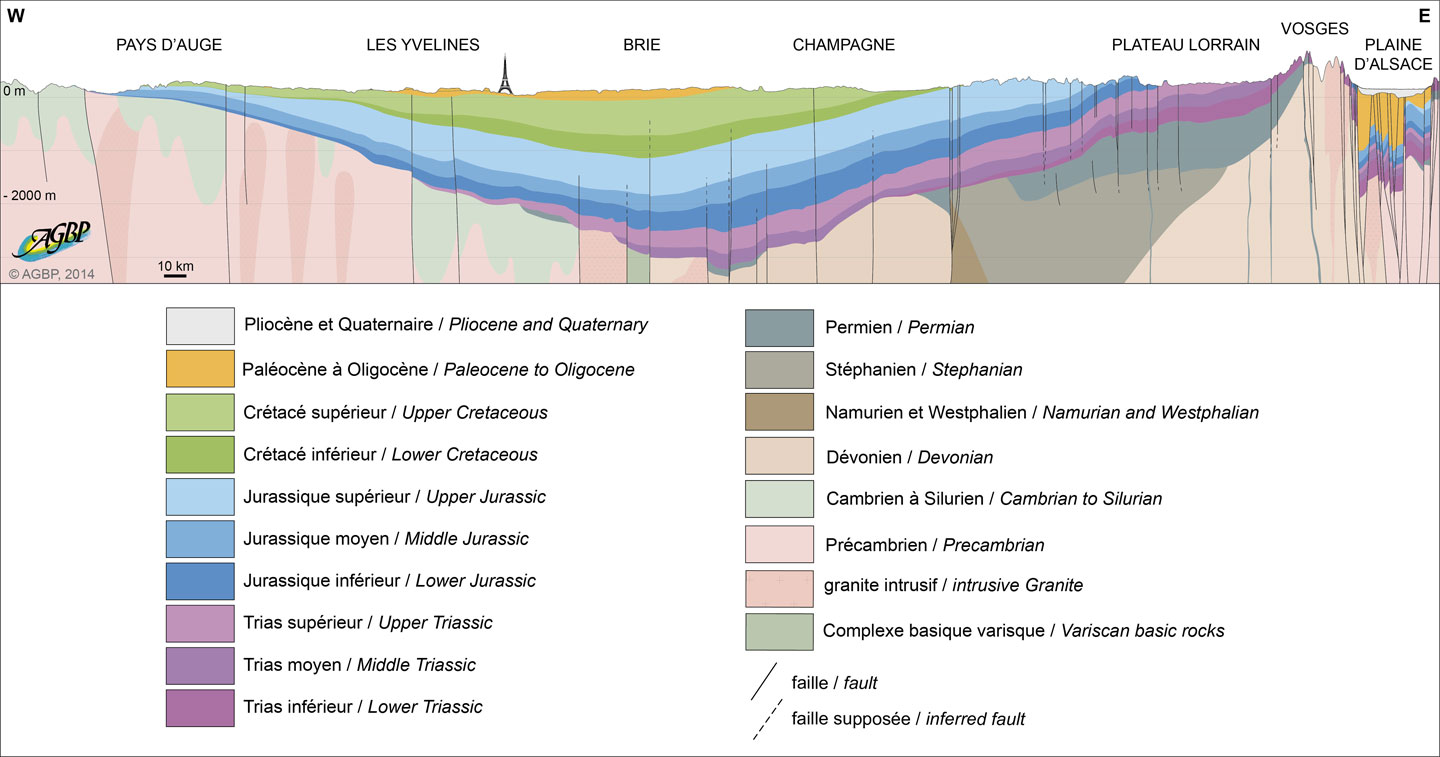
Sezione geologica del bacino parigino

In senso geologico il bacino parigino è un'ampia conca sedimentaria, con rocce di origine marina, lacustre, lagunare e quindi fluviale, che si sono accumulate per uno spessore che raggiunge i 3000 m di profondità in prossimità del centro del bacino (intorno a Château-Thierry), sopra uno zoccolo erciniano limitato da massicci della medesima orogenesi (Ardenne, Hunsrück, Vosgi, Morvan, Massiccio Centrale e Massiccio Armoricano).
In modo schematico le sue stratificazioni possono essere paragonate ad una pila di piatti progressivamente più piccoli che in superficie si evidenziano come una serie di aureole concentriche, le più giovani al centro e le più antiche in periferia, separate le une dalle altre da costoni collinari ("cuestas").

### Formazioni geologiche
La stratificazione più antica è costituita da uno zoccolo cristallino molto profondo, probabilmente di origine neoproterozoica, con rocce dell'orogenesi cadomiana.
Dopo l'erosione durante il Cambriano, la regione fu ricoperta da un mare poco profondo, che depositò i suoi sedimenti (arenarie e scisti). Nel Siluriano, sotto l'azione della tettonica a zolle, il futuro bacino parigino si stacca dal Gondwana insieme al "microcontinente" dell'Armorica. In seguito si aggregarono nuovamente con il Gondwana verso sud all'inizio del Devoniano e insieme a questo entrarono in collisione verso nord con l'Euramerica alla fine della stessa epoca, dando origine all'orogenesi erciniana, che interessò tutta l'Europa centrale nel Carbonifero, piegando i precedenti strati sedimentari. Il bacino parigino si presentava in quest'epoca come un altopiano cinto da imponenti catene montuose a nord e a sud.
Nella normale reazione post-orogenica, la regione del bacino parigino si abbassa tra la fine del Carbonifero e il Permiano, creando una depressione che all'inizio del Triassico si va riempiendo di sedimenti derivati dall'erosione dei massicci ericiniani, creando strati di rocce sedimentarie clastiche (arenarie). Verso la fine del periodo l'area venne ricoperta da un mare poco profondo, collegato al mare germanico ad est e alla Tetide alpina a sud, nel quale si formarono depositi evaporitici per la sua collocazione in corrispondenza del tropico del Cancro. Nel Giurassico questo mare si popolò di coralli, che portarono alla formazione di depositi di carbonati (calcari). Il bacino per il fenomeno della subsidenza si abbassa progressivamente, a causa dell'effetto combinato del peso dei sedimenti e della frammentazione continentale.
In seguito alla nascita dell'oceano Atlantico settentrionale, nel Cretaceo, l'area del bacino parigino emerse nella parte settentrionale, mentre la sua parte sud-orientale restò regolarmente inondata dal mare e sottoposta alla formazione di depositi sabbiosi. Nel Cretaceo superiore, in occasione di una globale crescita marina, il mare occupa nuovamente tutto il bacino, depositando spessi strati di gesso formati dall'accumulo delle conchiglie di coccolitoforidi e oggi affioranti in parte della Champagne ("Champagne crayeuse", o "pouilleuse", ovvero "Champagne gessosa" o "sterile"), della Piccardia e dell'Alta Normandia.
Nel Paleocene tutta la crosta continentale europea si sollevò in conseguenza dell'orogenesi alpina: il bacino parigino emerse nella sua parte meridionale e ad est si formarono i Vosgi, piegando i precedenti strati sedimentari e rialzando i bordi del bacino. Gli strati spostati a maggiore altitudine furono fortemente soggetti all'erosione, che a sua volta originò le cuestas e riportò alla luce strati più antichi. In quest'epoca le aree nord-occidentali furono inizialmente ancora sommerse dal mare, che depositò strati di calcari conchigliferi: il progressivo ritiro del mare lasciò quindi il posto a lagune e alla formazione di strati di marne, il suo successivo ritorno, alla fine del Paleocene, diede origine a nuovi strati di argille e sabbie e infine il suo nuovo ritiro provocò la formazione di laghi che produssero depositi calcarei.
All'inizio dell'Eocene il mare si estese nuovamente dal nord-ovest in tutta l'area centrale del bacino, fino alla Champagne ad est e fino alla parte meridionale dell'Île-de-France a sud, depositando ancora sabbie, argille e calcari (tra cui le sabbie di Beauchamp). Ritiratosi nuovamente il mare, con la formazione di una vasta laguna centrata nella zona di Parigi, ritornò poi nuovamente durante l'Oligocene rinnovando i depositi sedimentari (sabbie di Fontainebleau. Durante il Miocene si creò progressivamente l'attuale rete idrografica e la Senna tracciò il suo corso. Il bacino si presentava come una vasta pianura, poco rilevata rispetto al mare.
Nel Pliocene si ebbe una nuova sollevazione tettonica della regione e la Senna, il cui corso affronta un pendio ora maggiore, scava il percorso negli strati sedimentari precedenti, formando i costoni ai margini della valle, visibili soprattutto in Alta Normandia, e mettendo a nudo gli strati cretacei. L'erosione degli strati sedimentari, aumentata dalla loro maggiore altitudine, favorisce la formazione delle cuestas. Durante le glaciazioni del Pleistocene e il conseguente abbassamento del livello marino, la Senna, che aveva portata maggiore dell'attuale, continua a scavare il suo corso. Alla fine del Pleistocene il lago formato sul fronte della calotta glaciale nord-europea, al sud del Mare del Nord, si riversa nell'Atlantico nella zona del Pas-de-Calais, causando una forte erosione degli strati terziari e dando origine allo stretto di Dover, che separò il bacino parigino dall'Inghilterra.
Infine, durante l'Olocene, con la fine delle glaciazioni, la Senna diminuisce la sua portata permettendo il deposito di silt e sabbia e la formazione delle isole fluviali tuttora esistenti. Il bacino parigino si coprì di una foresta temperata decidua.

## Storia
Nel X secolo i Capetingi, signori dell'Île-de-France furono re di Francia dal 987 al 1328 ed estesero progressivamente i territori soggetti al dominio reale, stabilendo Parigi come capitale a partire dal XIII secolo. Il bacino parigino divenne il cuore del regno e ne furono testimonianza, oltre alla stessa Parigi, i castelli della Loira, il castello di Fontainebleau e la reggia di Versailles.
La facilità dei trasporti fluviali e dell'approvvigionamento di cibo, dalle vicine ricche regioni agricole, di materiali da costruzione e di energia, favorì lo sviluppo della capitale, che divenne presto una delle maggiori città europee. La presenza di una numerosa popolazione benestante, legata al potere politico, portò allo sviluppo dell'artigianato, spesso di lusso, e alla sua evoluzione nel XIX secolo nell'industrializzazione. La forte centralizzazione del potere politico ed economico nella capitale impedì la formazione di centri urbani concorrenti nell'ambito del bacino parigino.

## Economia
Il bacino parigino si è sviluppato come hinterland di Parigi e tuttora dipende dalla prossimità con questo importante nodo economico. La Senna, anche a causa della scarsa navigabilità della Loira, ne ha costituito la principale via commerciale, attraverso Rouen e il porto di Le Havre.
La regione aveva ancora un carattere fortemente agricolo e artigianale alla fine della seconda guerra mondiale, ma ha vissuto un'evoluzione accelerata a partire dagli anni sessanta . La decentralizzazione delle industrie francesi negli anni settanta ha favorito l'industrializzazione delle zone intorno alla capitale.
Negli anni novanta sono state chiuse diverse fabbriche che erano state aperte con la decentralizzazione, ma l'abbondanza di manodopera e la prossimità del grande mercato parigino hanno favorito l'impiantarsi nella regione di gruppi internazionali, favorendo la creazione di nuove relazioni meno gerarchizzate tra centro e periferia.